# Rockstedt
Rockstedt est une commune allemande de l'arrondissement de Kyffhäuser, Land de Thuringe.

## Géographie
Rockstedt se situe sur la Helbe.
| Ebeleben |               | Sondershausen |
|          | Rockstedt     | Bellstedt     |
|          | Abtsbessingen |               |

## Histoire
Rockstedt est mentionné pour la première fois en 956 quand l'empereur Otton offre le village à l'archevêché de Magdebourg. Otton II confirme ce don en 973 puis le village est échangé la même année avec l'abbaye de Fulda.

## Personnalités liées à la commune
- Alfred Gleißberg (1864–1963), hautboïste
- Dieter Keitel (1941-2009), musicien de jazz

## Source, notes et références
- (de) Cet article est partiellement ou en totalité issu de l’article de Wikipédia en allemand intitulé « Rockstedt » (voir la liste des auteurs).